# Château de La Berlière (Houtaing)
Pour l’article homonyme, voir Château de La Berlière.
Le château de La Berlière est situé dans un domaine privé de bois et d'étangs près du village belge d'Houtaing (Région wallonne) sur le territoire de la commune d'Ath.

## Histoire
Un premier donjon de défense fut édifié ici vers 1330par Michel Ier baron de Ligne pour protéger ce vallon giboyeux appartenant à l'abbaye de Saint-Amand-en Pévèle. La seigneurie de La Berlière fut vendue en 1511 par Antoine Ier de Ligne, dit « le grand diable », aux Saint- Génois. François de Saint-Genois cède La Berlière en 1643 à Jacques Dennetières, bourgeois tournaisien. Ses opulents descendants devinrent barons de La Berlière sous le régime espagnol puis autrichien. Marie-Rose d'Ennetières, la dernière du nom et unique héritière de Frédéric d'Ennetières, transmit  ce domaine à la Maison d'Oultremont par son mariage en 1844 avec le comte Octave d'Oultremont de Duras (fils du comte Charles d'Oultremont de Wégimont et de la comtesse Louise van der Noot de Duras, douairière de Beloeil). L'ayant hérité de son père Octave, le comte Adhémar d'Oultremont de Duras (1845-1910) y aménagea des écuries et une ferme d'élevage renommée dans tout le pays. Avec son épouse, la princesse Clémentine de Croÿ, il participa grandement au développement du village voisin d'Houtaing, dont la plupart des habitants étaient employés au château. C'est ainsi qu'il équipa le village de l'eau courante, de l'électricité et même du téléphone en finançant aussi l'abonnement pour les habitants. Pour accueillir, loger et soigner les plus âgés, il fit édifier au village un magnifique hospice. Et juste à côté, le somptueux mausolée d'Oultremont néogothique qui abrite une élégante chapelle et une crypte sacrée où reposent Clémentine et les membres de la famille d'Oultremont.
Revendu par les héritiers en 1912 à M.Eugène Motte, industriel du textile à Roubaix, celui-ci fit de La Berlière une résidence secondaire de campagne et le revendit en 1939 à Immobel. Occupé 2 ans par les allemands en 1941-1942 puis par un orphelinat provincial jusqu’en 1945, le château fut menacé de destruction par un projet de lotissement par cette société immobilière en 1946, mais fut miraculeusement revendu intact en 1947 à la congrégation des pères Joséphites pour devenir un collège d'études secondaires en internat pour garçons, toujours actuellement géré par ces pères Joséphites. La Berlière a gardé cette vocation jusqu'à ce jour et accueille le Collège Visitation - La Berlière devenu mixte.

## Le château
Balthazar d'Ennetières (1743-1817), marquis des Mottes et 9ème baron de La Berlière ayant hérité du domaine, fit appel à l’architecte tournaisien Antoine Payen pour édifier ce château de style classique et académique de son époque entre 1796 et 1800. Un historique complet et détaillé de ce château est présenté dans le livre d'art illustré: "La Berlière, 850 ans d'histoire européenne" par Pierre Peeters, Wapica, Tournai, 2025. 

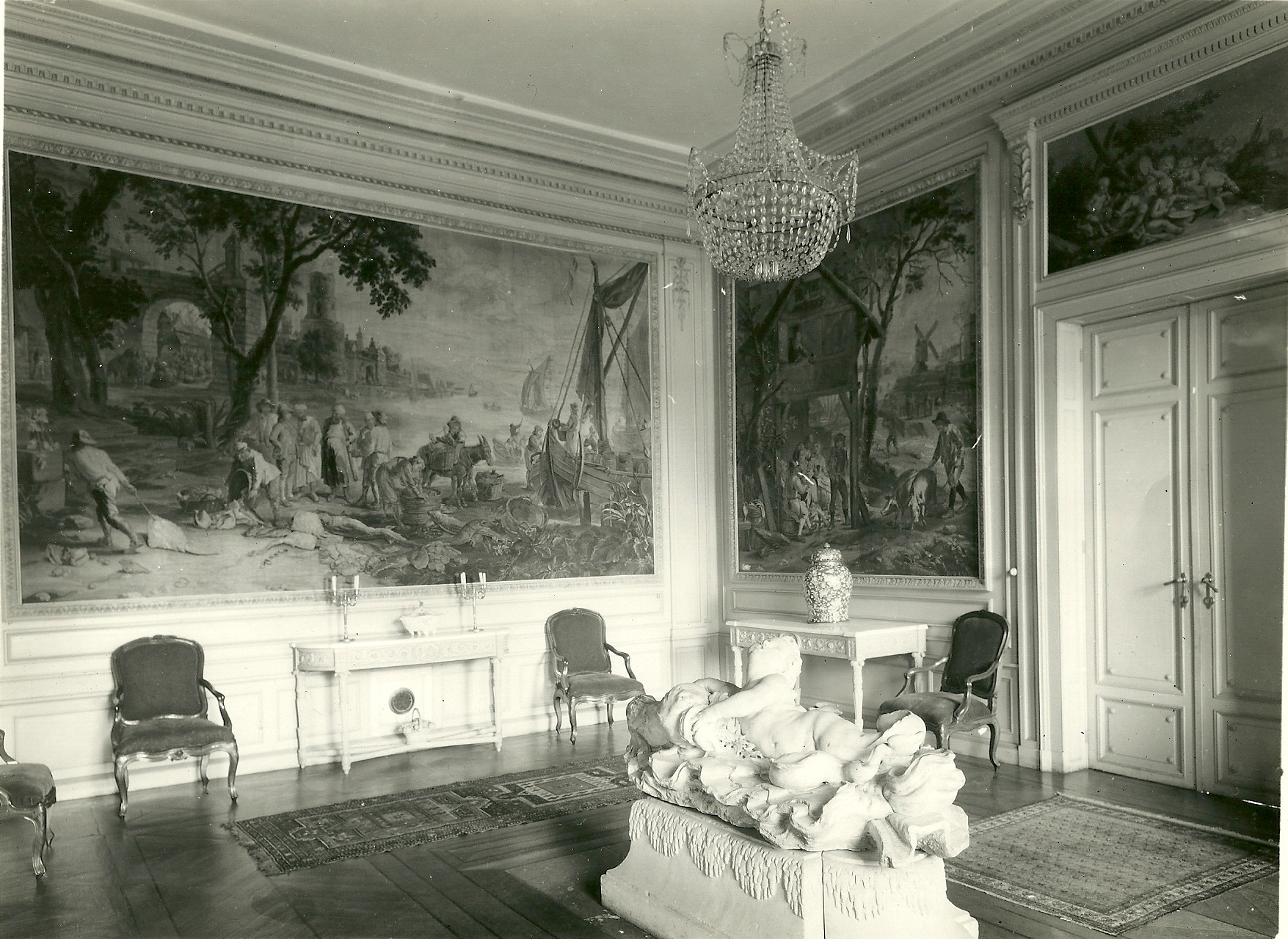
Petit salon avec toiles murales
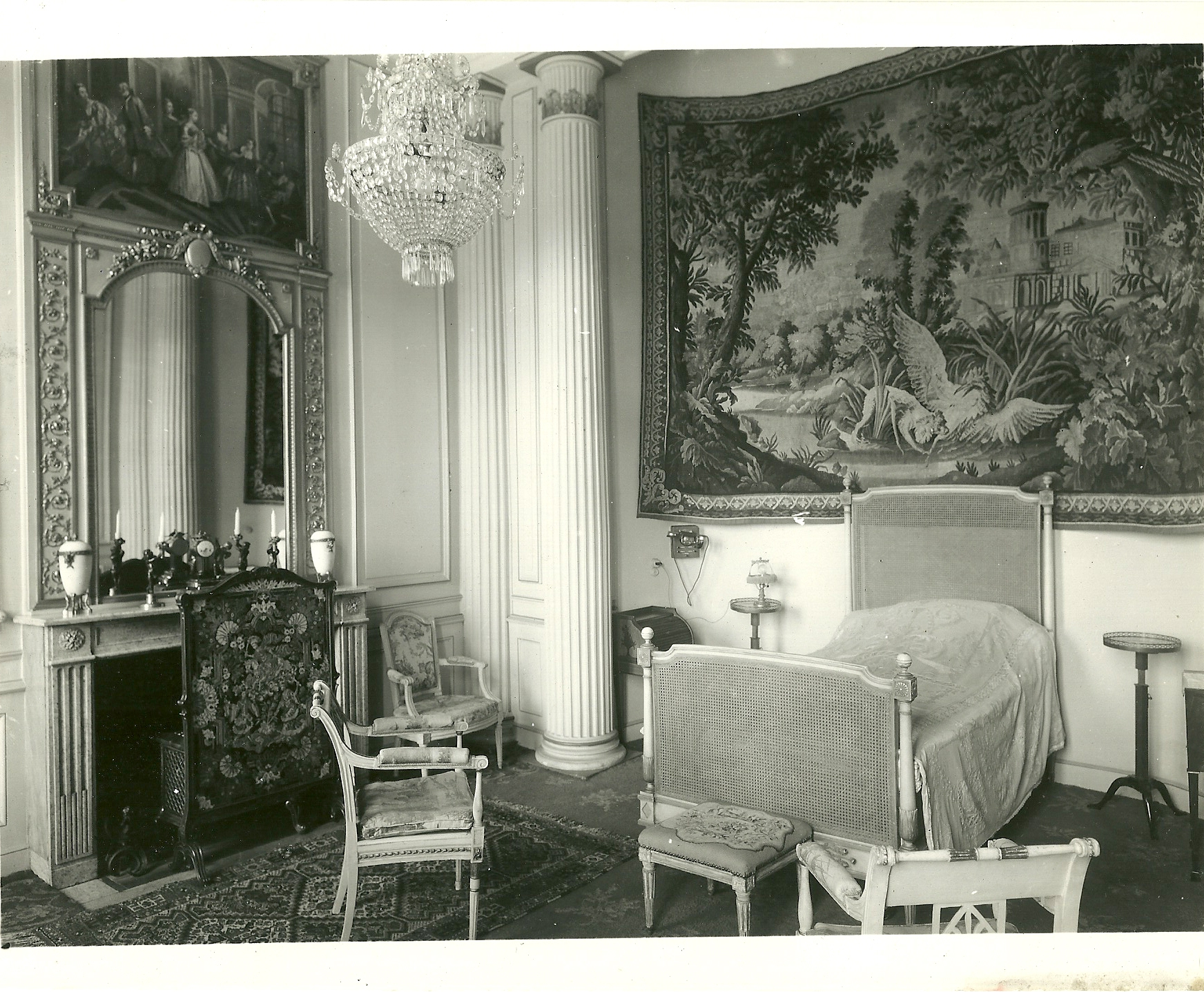
Chambre avec tapisseries
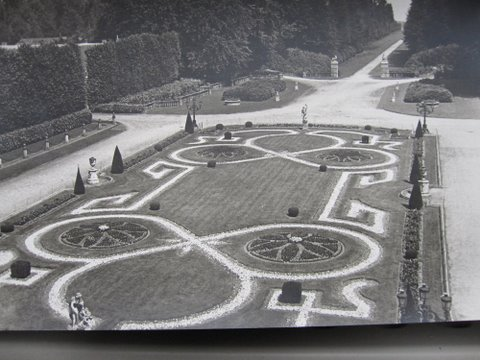
Jardins à la française et allée d'entrée d'1 km
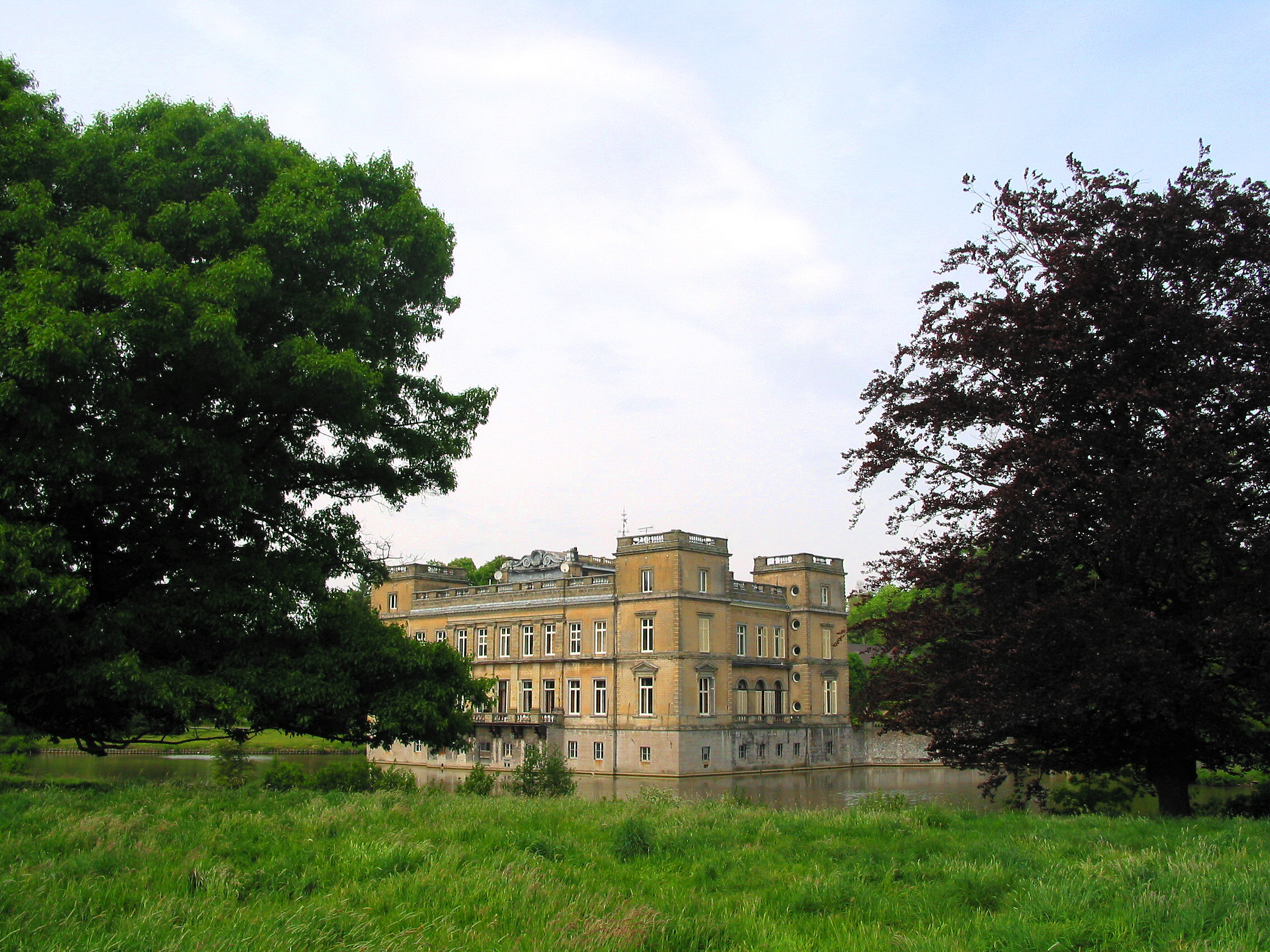